# This is Хорошо
«This is Хорошо» — латвийский русскоязычный веб-сериал, который выпускался на одноимённом YouTube-канале с 14 октября 2010 года по 4 апреля 2019 года и имел на июль 2019 года более 5,8 миллиона подписчиков, занимая 1033-ю позицию в общемировом рейтинге. С 21 февраля 2017 года сериал выпускался еженедельно по будням или по пятницам.
С 21 января по 14 мая 2012 года программа транслировалась на Первом канале в рамках шоу «Первый класс» с Иваном Охлобыстиным.
21 сентября 2012 года в Риге состоялась премьера короткометражного документального фильма «Интернет-шоу», а 10 февраля 2013 года прошла его премьера на YouTube-канале шоу.
21 ноября 2012 года интернет-шоу «This is Хорошо» по итогам голосования удостоилось Премии Рунета в номинации «Народный лидер» как сообщество рунета.
17 июля 2013 года на официальном сайте телеканала ТЕТ появилась информация, что на телеканале будут выходить выпуски «This is Хорошо». С 26 августа на телеканале начала выходить программа «У ТЕТА Хорошо!», представляющая собой нарезки разных выпусков оригинального шоу. Всего в эфир вышло 18 выпусков.
4 апреля 2019 года Стас Давыдов объявил о закрытии программы.
1 апреля 2020 года вышел 696 выпуск этого шоу, не являющимся его продолжением, а всего лишь шуточным выпуском на 1 апреля (День смеха). Также причиной к созданию видео было освободившееся время в связи с введением карантинных мер в Латвии из-за пандемии COVID-19.

## Описание
Блог посвящён обзору смешных видеороликов в Интернете, по аналогии с шоу американского обозревателя Рэя Уильяма Джонсона. На данный момент обзоры видеороликов прекратились.
Ведущий программы Стас Давыдов даёт свои комментарии к видеороликам, присланным зрителями, или найденным им же. В конце передачи обычно используется интерактив. В ранних выпусках передачи участвовал ещё один персонаж — голос (низкий бас) «осветителя Настеньки», которая начала появляться вновь со 164-го по 178-й выпуски. Отличительная черта проекта — отсутствие нецензурной брани. Зрители YouTube воспринимают блог «This is Хорошо» как альтернативу другому популярному блогу «+100500». Оба блога являются русскоязычными аналогами шоу Рэя Уильяма Джонсона.
Первым интерактивом были текстовые вопросы ведущему в комментариях к видео. С 29-го выпуска их заменили видеовопросы от зрителей, на которые другим зрителям предлагалось ответить в комментариях к видео, избранные попадали в конец следующего выпуска. С 48-го выпуска шоу выходит в HD-формате, а с 55-го по 208-й выпуски шоу выходило с интерактивными субтитрами на английском языке для иностранных пользователей.
С 87-го выпуска проект изменился визуально: создатели изменили надписи на экране из белых в серые с белой каймой, микрофон переместили в нижнюю часть кадра, поменяли дизайн канала на YouTube и фон, на котором снимается ведущий, а также убрали «Индикатор спонтанного безумия», появившийся в 55-м выпуске. С 97-го выпуска в ответах на вопросы, показывающихся в конце видео, исправляются ошибки. А начиная с 100-го выпуска, человек, чей видеовопрос для интерактива был включён в выпуск, получал фирменную футболку от команды «This is Хорошо». Дизайн снова поменялся с 270-го выпуска: теперь за ведущим расположен угол студии, слева стена белая, справа — чёрная. На белой стене поочерёдно появились фотографии женской груди и Миллы Йовович, затем приклеенный Еленой Рассохиной лист бумаги с надписью «Стас — дурак», чьё место после занял лист бумаги с кадром выступления Натальи Поклонской на пресс-конференции, лицо которой позже было заменено на лицо Николаса Кейджа.
С 492-го выпуска шоу выпускалось в обновлённом формате «This is Хорошо 2.0»: вместо белой студии появилась уютная комната с диваном, названия роликов в конце не имеют смайлов и имеют номер выпуска, превью роликов стали минималистично рисованными, а разрешение видео стало доступным в 4K. С 594-го выпуска шоу выходит в обновлённом формате «This is Хорошо 3.0»: в названии роликов пропал номер выпуска, продолжительность роликов уменьшилась вдвое, обозревается только одно видео, а ролики выходят каждый будний день по утрам (по московскому времени).
70, 96, 141, 198, 308-й выпуски провёл Руслан Усачев. Данный факт был не очень дружественно воспринят зрителями — первые пять раз ролики набрали гораздо больше «Мне не понравилось», чем в остальных выпусках. Большинство комментаторов посчитало Руслана недостаточно артистичным. 146, 195 и 298-й выпуски провёл Илья Прусикин, что тоже было встречено весьма холодно. 214, 310, 424, 468 и 580-й выпуски провёл Михаил Кшиштовский, который был воспринят очень хорошо. 243, 533-й и 571-й выпуски провёл Lee Kei. 297-й и 475-й выпуски провёл Данила Поперечный, 300-й и 451-й — Даниил Масленников, 301-й — Сэм Никель, 302, 544-й и 568-й — ведущая канала «БабDrive» Яна Нежданова, 303-й — Евгений Зеленов, 304-й и 439-й — Максим «SnailKick» Киселёв, 305, 421, 473, 487, 515 и 555-й — Елена Рассохина, 306, 507, 516, 530, 567-й — создатель проекта Виталий Голованов, 307-й выпуск провёл нарисованный Стас Давыдов, созданный и озвученный Дмитрием «Сыендуком» Карповым, 309-й — Кирилл Трифонов, Александр Шулико и Денис Кукояка («Хлеб»), 311-й — Стас Оксаний, 312-й — Виктория Юшкевич, а 362-й — Дмитрий Ларин. В 404-м выпуске ведущего не было. 414-й выпуск провели нарисованные Рик и Морти, нарисованные и озвученные Дмитрием «Сыендуком». 420-й выпуск провёл коллектив канала «Ровное место», бо́льшая часть зрителей не оценила этот эпизод. Выпуск 423 провёл Юлик Онешко, и зрителям он понравился. 452-й выпуск провели Гера Мартелла и Максим Артемов, а 453-й — Эльдар Джарахов. 467-й выпуск провёл Артур Янсон. Выпуск № 472 провёл Александр Соколов (SokoL[off]). 485-й выпуск провёл Дмитрий «Goblin» Пучков. 528-й выпуск провёл Антон Риваль (Антон «из Франции»), а 542-й — Василий Ящук. В 563-й выпуск ведущим был приглашён неизвестный публике среднеазиат Шаки. В 565-м выпуске вместе со Стасом Давыдовым провели эпизод Максим «+100500» Голополосов, Илья «Ильич» Прусикин, Эльдар Джарахов и Руслан Усачев, а 574-й выпуск с участием Стаса провёл рэпер Big Russian Boss. В 576-м выпуске ведущим был UselessMouth (или же — Ричард Чиркин, известный также как Юзя). Выпуск № 589 вышел совместно с Лерой Любарской, а № 592, посвящённый Дню святого Валентина, в коллаборации с Яном «YanGo» Гордиенко.

## Популярность
За первый год передача набрала 180 миллионов просмотров. А к середине июня 2012 года — более 270 миллионов. Канал является 6-м по количеству просмотров в категории «Юмористы» (по всему миру). В русскоязычном сегменте по этому показателю блог занимает второе место.
В 2011 году проект стал обладателем премии «Лучший видеоблог Рунета». Летом того же года все три создателя проекта были приглашены на телепередачу «Без цензуры» на латвийском канале TV5 Riga.
12 ноября 2012 года количество подписчиков на канале «This is Хорошо» на YouTube достигло отметки в 1 миллион человек.
21 ноября 2012 года команда «This is Хорошо» получила награду на церемонии вручения «Премии Рунета» в номинации «Народный лидер» — «Сообщество Рунета».
В 2013 году выпуск шоу «Гарлем шейк» (№ 197) стал восьмым по популярности русскоязычным роликом YouTube.
Самое популярное видео на канале — эпизод #24 под названием «This is Хорошо — АДвокат! ;O~», которое набрало более семи миллионов просмотров (возможно, из-за того, что на него указывала ссылка на индикаторе спонтанного безумия, появлявшегося в последующих выпусках).

## Создатели

Кадр из заставки шоу (с февраля 2012 по декабрь 2015 года)

Логотип шоу, используемый Первым каналом

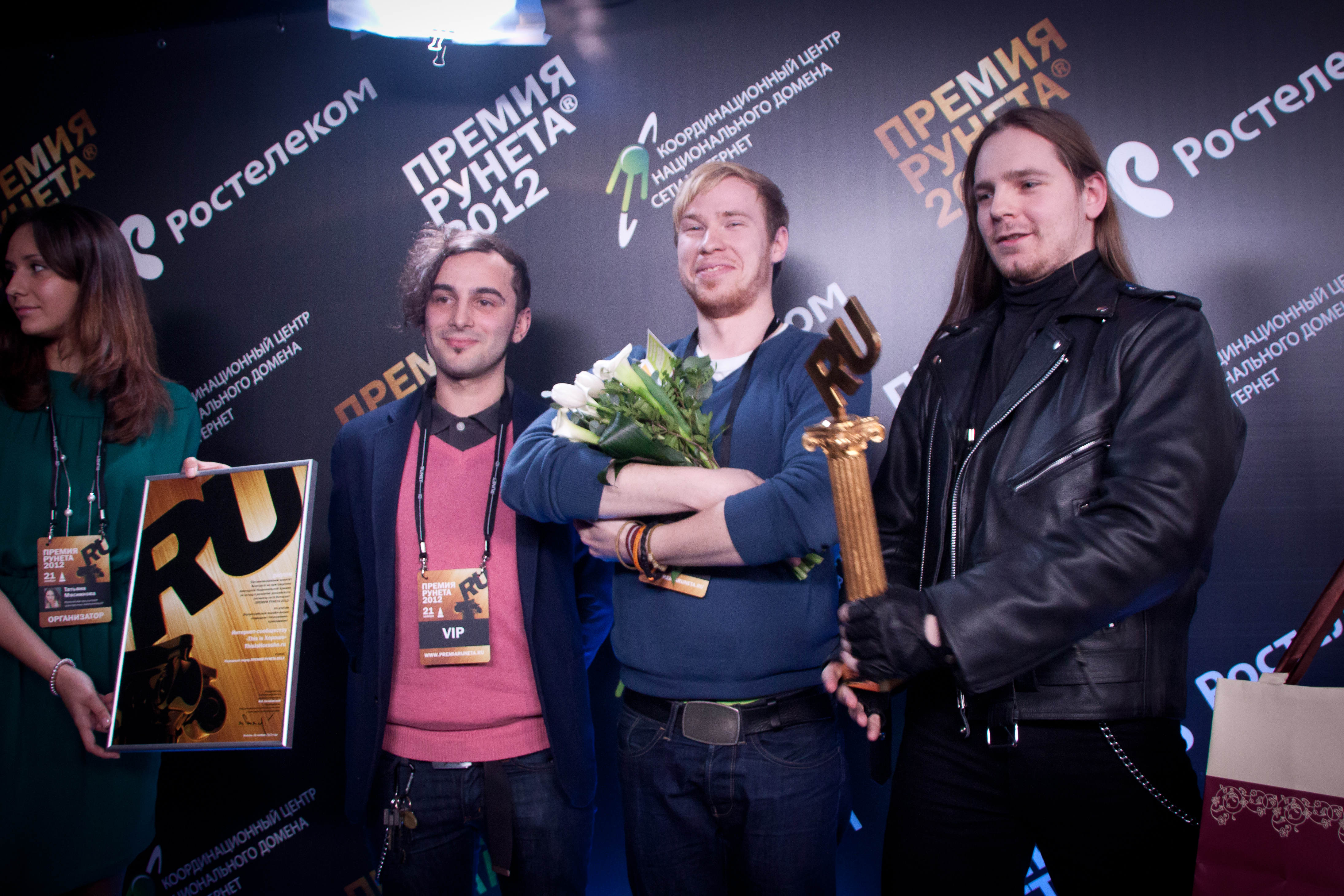
Команда This is Хорошо с Премией Рунета

Над проектом работали шесть человек:
- Стас Давыдов — ведущий;
- Виталий Голованов — руководитель проекта, работа с видео;
- Сергей Федоренко — PR-часть, обратная связь, сценарий;
- Константин Кудрявцев — сценарий;
- Михаил Бекрень — работа с видео;
- Иван Замыслов — постпродакшн.

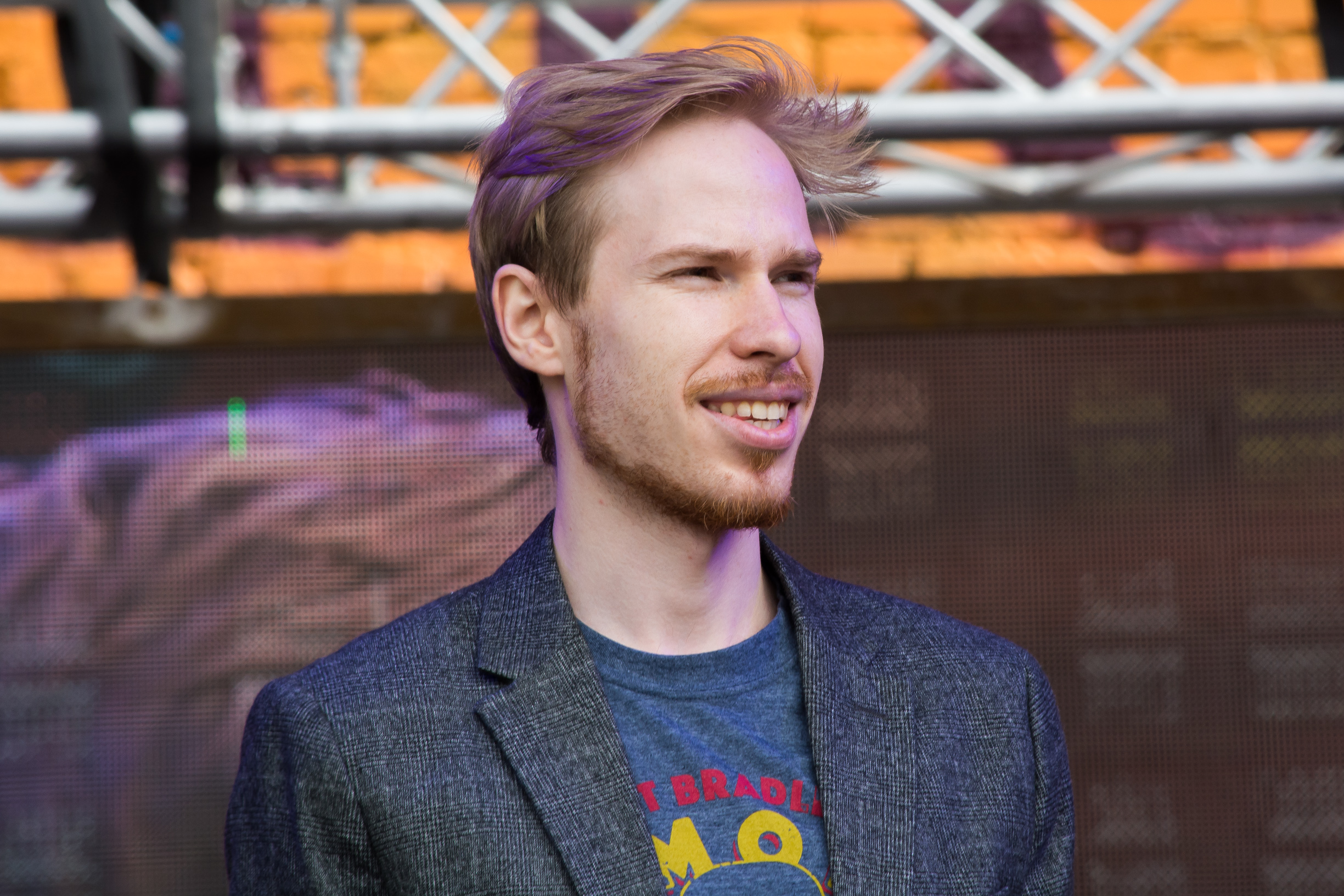
Стас Давыдов
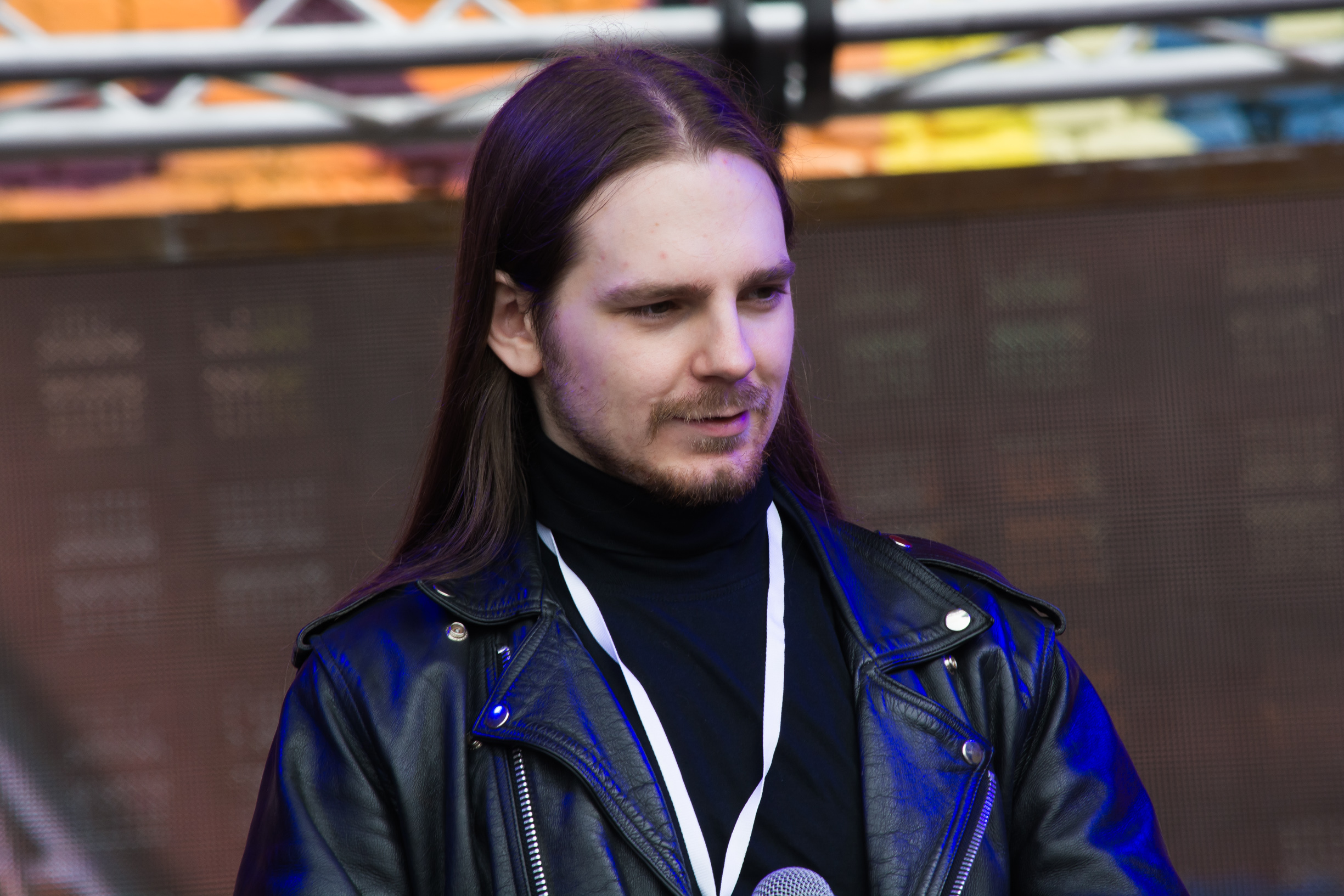
Виталий Голованов
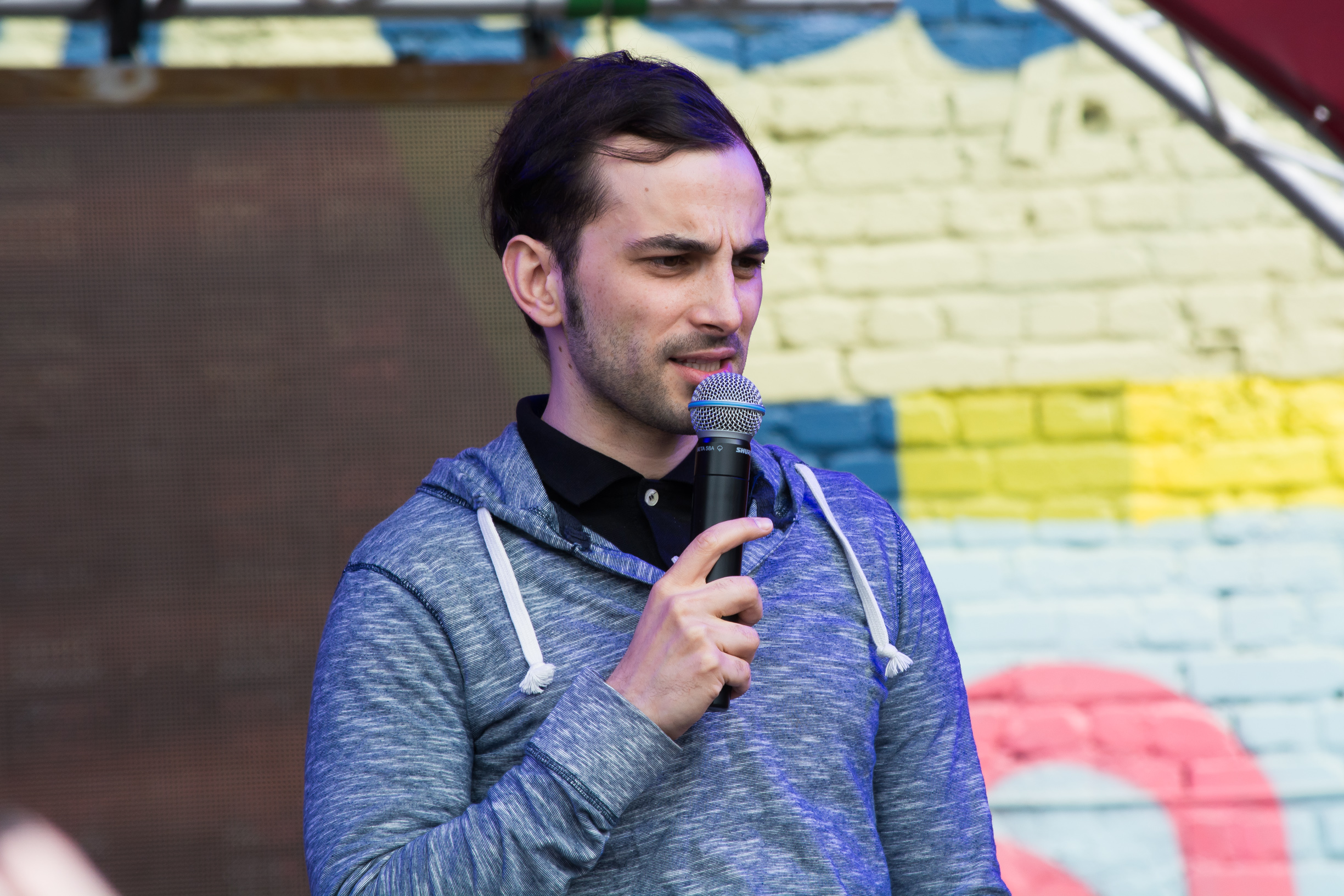
Сергей Федоренко

### Удаления выпусков
- 71 выпуск был удалён YouTube из-за заявления о нарушении авторских прав, полученного от компании OJSC TNT Broadcasting Network (ОАО «ТНТ-Телесеть»)[22].
- 19 февраля 2012 года 72 выпуск был удалён из-за нарушения авторских прав Barbara Roettger.
- 25 февраля 2012 года 37 выпуск был удалён из-за нарушения авторских прав Евгения Доги.
- 4 июня 2012 года 33 выпуск был удалён из-за нарушения авторских прав «armin demehri».
- 18 июня 2012 года 125 выпуск был удалён из-за нарушения авторских прав PCCW Media Limited.
- 27 июня 2018 года 183 выпуск был удален самими создателями шоу из-за проблем с правообладателями.

Удалённые выпуски, кроме 183, в дальнейшем были восстановлены.